# Adrià Dalmau Vaquer
Adrià Dalmau Vaquer (Palma, Illes Balears, 23 de març de 1994) és un jugador mallorquí de futbol que juga al Korona Kielce de l'Ekstraklasa.

## Trajectòria
El futbolista balear va jugar en la seva etapa de formació al San Francisco de Mallorca i el Rayo Vallecano, els dos de Divisió d'Honor Juvenil; i també al Reial Madrid de la Lliga Nacional. Dalmau té experiència a Segona B gràcies a la seva etapa al primer filial del Rayo Vallecano i al Zamora CF, on va jugar més de 30 partits.
A la temporada 2014/2015, després de la seva etapa com a cedit al conjunt 'rojiblanco' va firmar pel Racing Club de Ferrol, on va jugar 40 partits i va marcar deu gols que van ser Claus per ajudar el conjunt gallec a consolidar-se a la tercera posició del Grup I de Segona Divisió B.
Més tard, es va convertir en nou jugador del RCD Espanyol 'B' com a primer reforç del club blanquiblau de cara a la temporada 2015-16; en la qual va ser la seva quarta experiència en la categoria de bronze. El mes de gener de 2016, el CD Numància va arribar a un acord amb l'Espanyol per fitxar, cedit, a Adrián Dalmau, màxim golejador del Grup III de la Segona Divisió.
En finalitzar la seva temporada, el 12 d'agost de 2016, Dalmau arriba cedit per una temporada al RCD Mallorca. Un any després, el Villarreal es fixa en ell i firma un nou contracte després d'acordar la seva rescissió amb l'Espanyol.
Un any després, al mes de juny del 2018, Dalmau fitxa per l'Heracles Almelo de la lliga neerlandesa, més coneguda com a Eredivisie, amb un contracte de tres anys més un quart opcional. Amb 19 gols acaba com a tercer màxim golejador de la competició en el seu primer any; quatre d'ells en un mateix partit el 16 de febrer de 2019 davant el Fortuna Sittard -es va convertir en el primer jugador espanyol en marcar quatre gols a Holanda- i també, com a gran actuació individual, un hat-trick contra el SBV Excelsior al Polman Stadion.
El juliol de 2019, després de rebutjar diverses ofertes de clubs que estaven molt interessat en (aconseguir) els seus serveis, va firmar pel FC Utrecht, un dels clubs més importants del futbol neerlandès, un contracte de tres anys. Va patir molt amb les lesions a la seva campanya de debut a l'Eredivisie 2019–2020, apareixent només en vuit partits competitius.
Dalmau es va incorporar a l'Sparta Rotterdam el 24 de desembre de 2021, amb un contracte de cinc mesos que es faria efectiu el gener següent. L'11 d'agost de 2022 va tornar a Espanya amb l'AD Alcorcón de la Primera Federació.
El 8 de juliol de 2023, Dalmau va signar contracte per dos anys amb el club Korona Kielce de l'Ekstraklasa polonesa.